# Saint-Hilaire-au-Temple
Saint-Hilaire-au-Temple is een voormalige gemeente in het Franse departement Marne in de regio Grand Est en telt 237 inwoners (1999). De plaats maakt deel uit van het arrondissement Châlons-en-Champagne.

## Geschiedenis
Saint-Hilaire-au-Temple is op 1 januari 2025 gefuseerd met de gemeente Dampierre-au-Temple tot de gemeente La Neuville-au-Temple.

## Geografie
De oppervlakte van Saint-Hilaire-au-Temple bedraagt 6,2 km², de bevolkingsdichtheid is 38,2 inwoners per km².

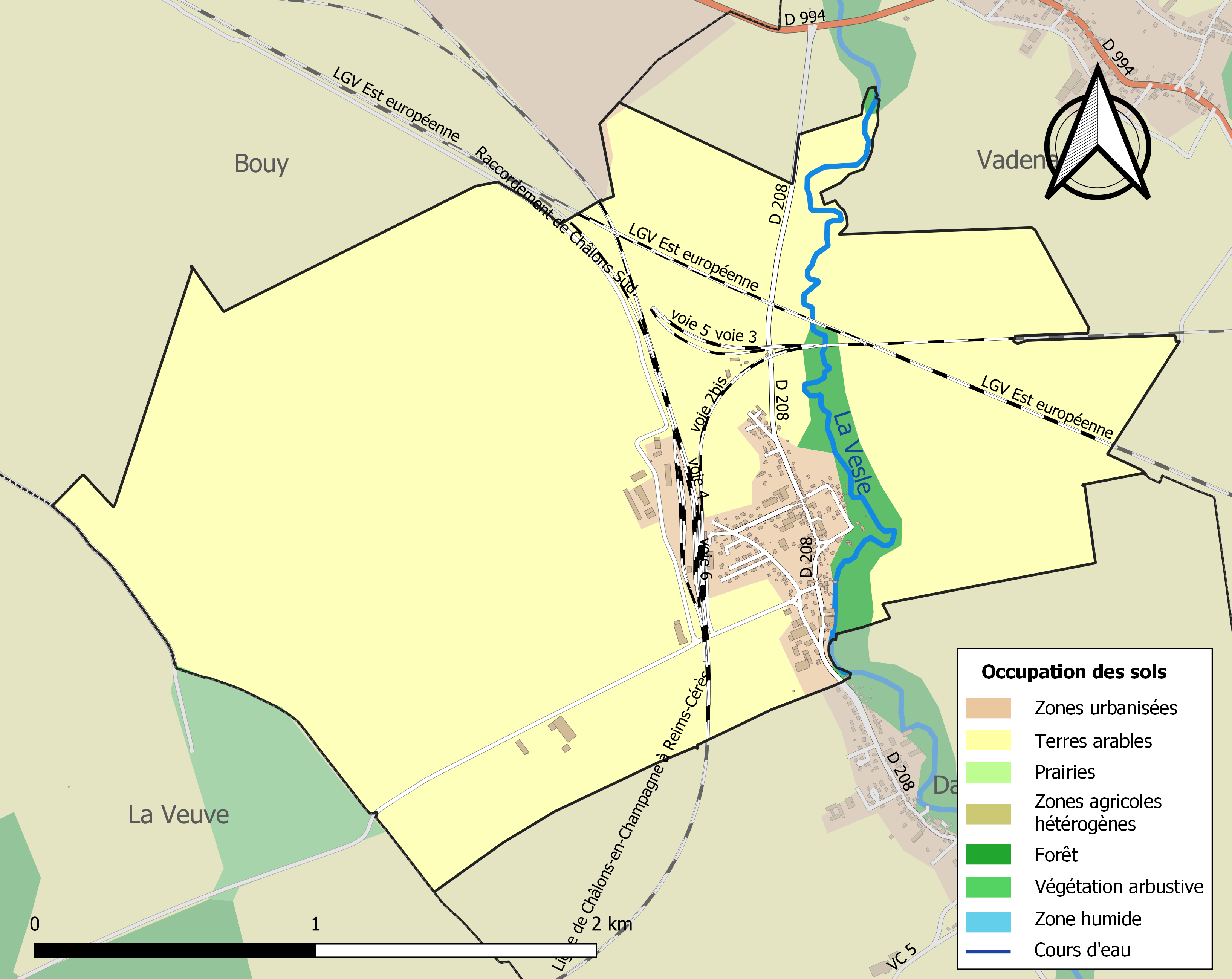
Kaart van de gemeente met belangrijkste infrastructuur, bodemgebruik en omliggende gemeenten

## Demografie
Onderstaande figuur toont het verloop van het inwonertal.